# James von Brunn
Pour les articles homonymes, voir Brunn.
James Wenneker von Brunn, né le 11 juillet 1920 à Saint-Louis dans le Missouri et mort le 6 janvier 2010 à Butner (Caroline du Nord), est un terroriste néonazi et suprémaciste blanc américain.
En 2009, il attaque à l'arme à feu l'United States Holocaust Memorial Museum. Il est aussi l'auteur d'un essai antisémite dénonçant un « complot juif mondial », Kill the Best Gentiles.
Il meurt un an plus tard en prison.

## Fusillade au musée de l'Holocauste
Le 10 juin 2009, à 13 h, âgé alors de 88 ans, il surgi dans l'entrée du musée de l'Holocauste de Washington, D.C. et ouvre le feu, blessant mortellement un garde de sécurité du musée, Stephen Tyrone Johns, un Afro-Américain de 39 ans. James von Brunn était connu pour ses liens avec des milieux prônant la supériorité de la race blanche et l'antisémitisme.